# Margaretenbrücke (Budapest)
Die Margaretenbrücke (ungarisch Margit híd) ist eine von neun Straßenbrücken über die Donau in Ungarns Hauptstadt Budapest. Sie ist eine der wenigen erhaltenen älteren Brücken über die Donau mit steinernen Strompfeilern.

## Lage und Verlauf
Die Brücke verläuft über die Südspitze der Margareteninsel, von der aus die beiden Brückenteile mit jeweils drei Segmentbögen abgehen. Danach erhielt die Konstruktion auch ihren Namen. Die Pfeiler sind unterhalb der Fahrbahn durch stählerne Bögen verbunden. Eine Besonderheit der Margaretenbrücke ist, dass sie aus zwei Teilen mit je drei Segmentbögen besteht, die sich auf der Margareteninsel treffen und dort einen Winkel von 150 Grad bilden. An dieser Stelle führt eine zusätzliche Flügelbrücke auf die Margareteninsel und bildet einen siebten Brückenbogen.

## Geschichte
Der Entwurf zur Brücke stammt von dem französischen Ingenieur Ernest Goüin, der den Bau 1872–1876 auch leitete. Bei ihrer Einweihung war das Bauwerk die zweite Brücke über die Donau, die die beiden Stadtteile Buda und Pest miteinander verband. Die ursprüngliche Breite betrug 16,9 m. Die Straße war mit Holzblöcken ausgelegt, die Bürgersteige mit Eichenparkett. Die Margareteninsel hatte ursprünglich noch eine größere Entfernung zur Brücke und konnte nur per Boot erreicht werden. Der Abzweig zur Insel war im ursprünglichen Entwurf nicht vorgesehen, er wurde 1900 nachträglich integriert. Die ungewöhnliche Geometrie der Brücke in einem Winkel von 165° liegt darin, damit die Pfeiler in beiden Donauarmen parallel zur Stromlinie stehen. Eine Verbreiterung der Brücke nach Süden wurde in den Jahren 1935 bis 1939 auf 22,4 m vorgenommen.
Wie alle anderen Brücken wurde die Margaretenbrücke von der Wehrmacht mit Sprengsätzen versehen. Bereits am 4. November 1944 (einem Samstag) um halb drei Uhr nachmittags, noch 40 Tage bevor die deutschen und ungarischen Truppen in Budapest überhaupt von der Roten Armee eingekesselt wurden, waren angebrachte Minen versehentlich detoniert. Die Explosion war dem Untersuchungsbericht zufolge eingetreten, weil die Deutschen, nachdem sie die Wache von den Ungarn übernommen hatten, den an der Brücke montierten Zündsatz übungshalber scharf gemacht hatten und die Zündschnur sich aufgrund eines Funkens, der von einem durchfahrenden Schiff übersprang, entzündet hatte. Auf Pester Seite waren zwei Bögen abgerissen. Zum Zeitpunkt der Explosion befanden sich etwa 800 Menschen auf der Brücke – auch eine voll besetzte Straßenbahn. Einige Personen konnten von einem vorbeifahrenden Dampfschiff gerettet werden. Die genaue Zahl der Opfer ist nicht ermittelt worden, eine zeitgenössische Untersuchung spricht von etwa 600 Personen. Auch 40 deutsche Pioniere waren unter den Opfern.
Da die Brücke teilweise eingestürzt, jedoch nicht vollständig zerstört war, wurde sie während des Rückzugs der deutschen und ungarischen Truppen auf die Budaer Seite des Kessels ein weiteres Mal verkabelt und am 18. Januar 1945 erneut und dann komplett gesprengt.
Bereits im August 1948 konnte die Margaretenbrücke nach zwei Jahren Wiederaufbau neu eröffnet werden. Sie wurde auf 25 m verbreitert. Während des Wiederaufbaus wurde ein Großteil des ursprünglichen Stahlmaterials aus dem Fluss gehoben und wiederverwendet.
Ende der 1970er Jahre wurde sie grundlegend restauriert und wiederum nachträglich verbreitert.
Im August 2009 begann eine Sanierung der Brücke durch die Firmen Strabag und Hídépítö. Die komplizierten Bauarbeiten führten zu einer Technologie, bei der zwei Portalkräne von beiden Ufern zum Einsatz gelangten. Die Übergabe an den Autoverkehr erfolgte im November 2010, die abschließenden Bauarbeiten dauerten bis ins Frühjahr 2011.
Am 29. Mai 2019 kam es an der Margaretenbrücke zu einem Schiffsunglück, bei dem ein Kreuzfahrtschiff mit dem kleineren Ausflugsschiff Hableány mit 33 südkoreanischen Touristen und zwei ungarischen Besatzungsmitgliedern kollidierte, worauf das kleinere Schiff innerhalb von sieben Sekunden sank. Es konnten nur sieben Passagiere gerettet werden.

## Brückendetails
Die Bögen sind als Stahlfachwerk ausgeführt. Der Schutzanstrich wurde bei der Generalsanierung erneuert, seine Farbgebung hellbeige orientiert sich an den Originalplänen. Ihre Strompfeiler erhielten einen auffälligen Sandsteinschmuck (siehe Bild).
Die Fahrbahn wird nachts von dreiteiligen schmiedeeisernen Kandelabern erleuchtet. Zusätzlich erhielt das gesamte Bauwerk eine energiesparende neue Beleuchtung aus LED-Scheinwerfern, die von der Firma Willy Meyer und Sohn GmbH vorgenommen wurde.

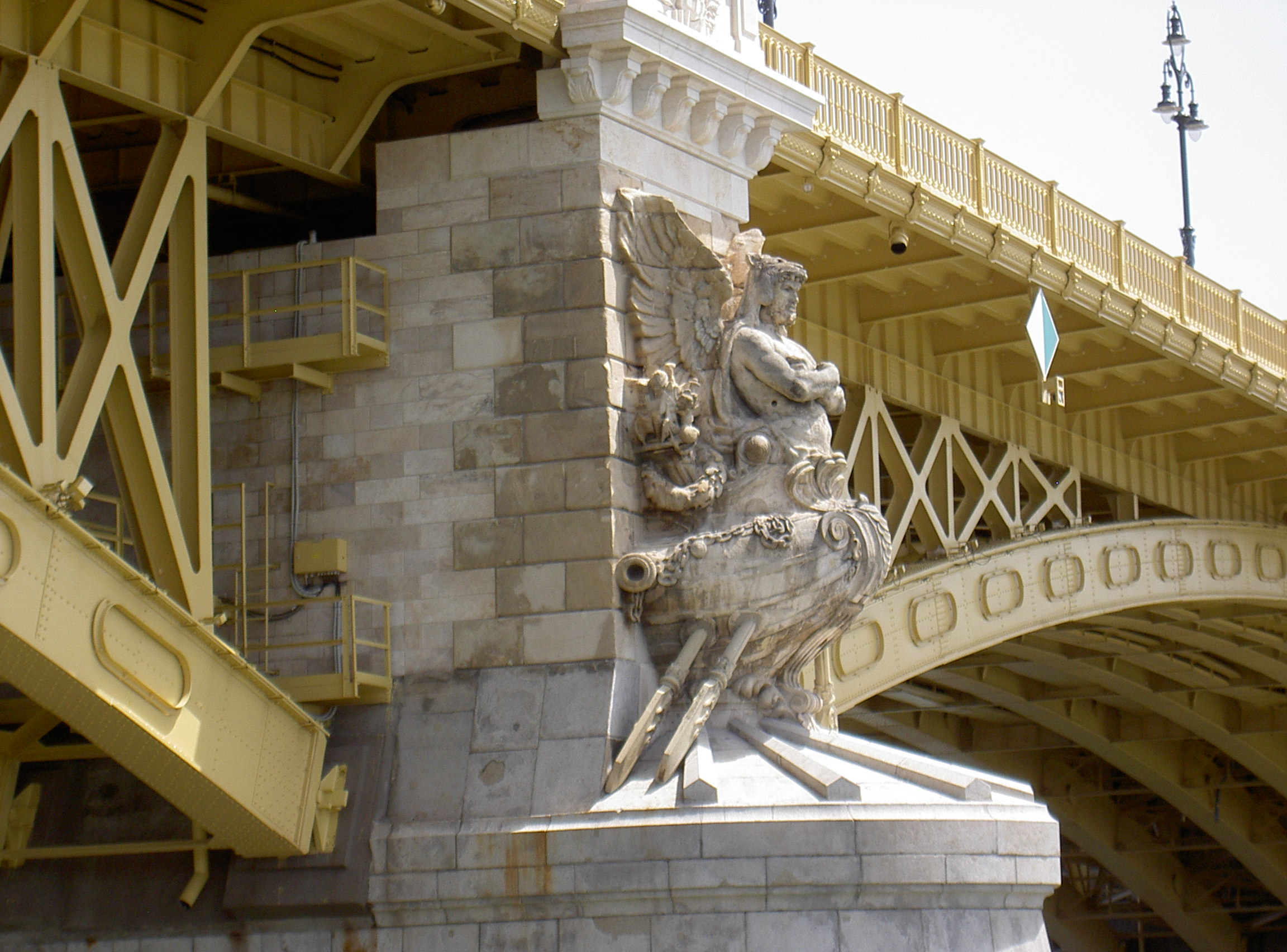
Figur an einem der Pfeiler
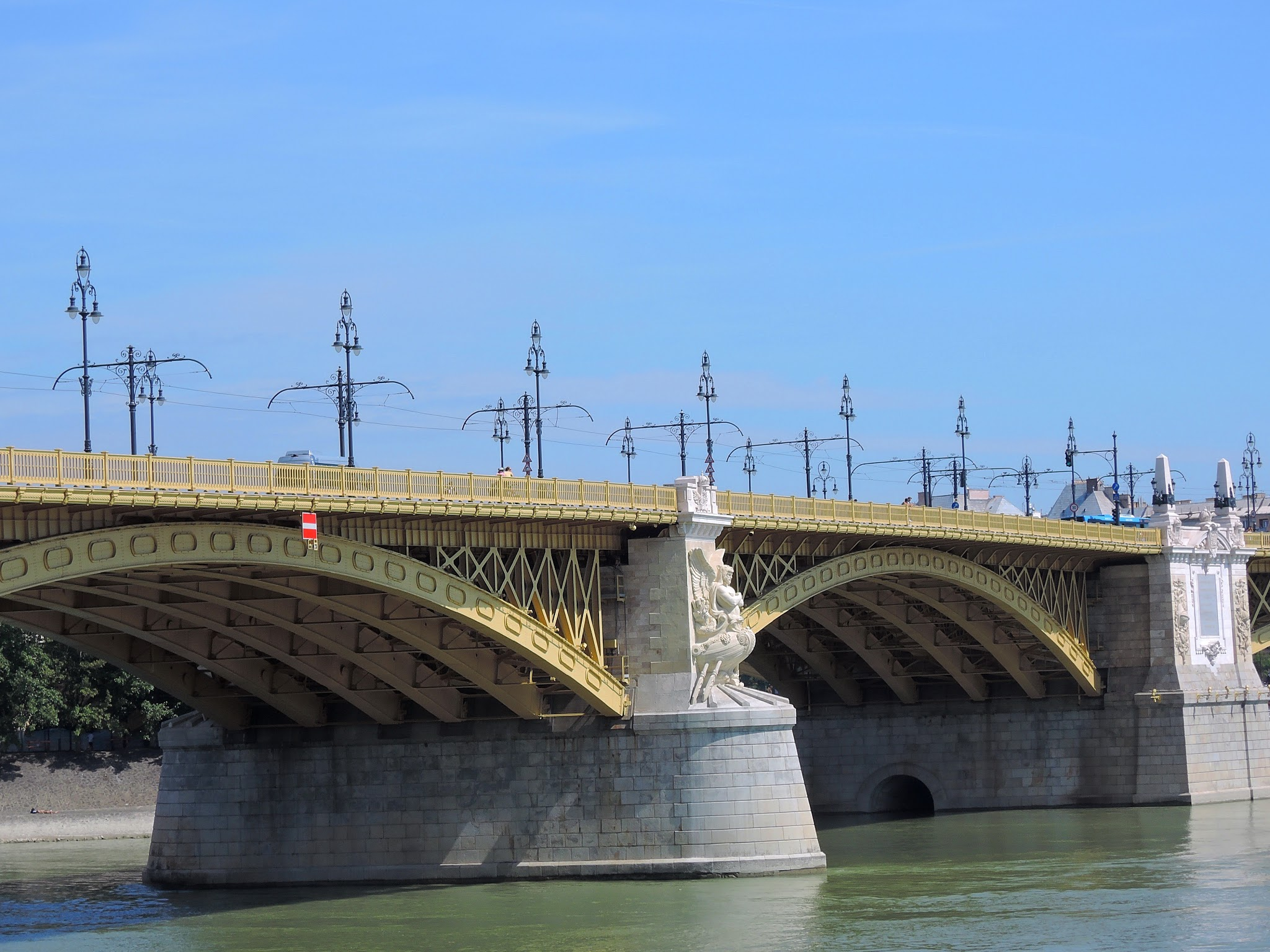
Bogen
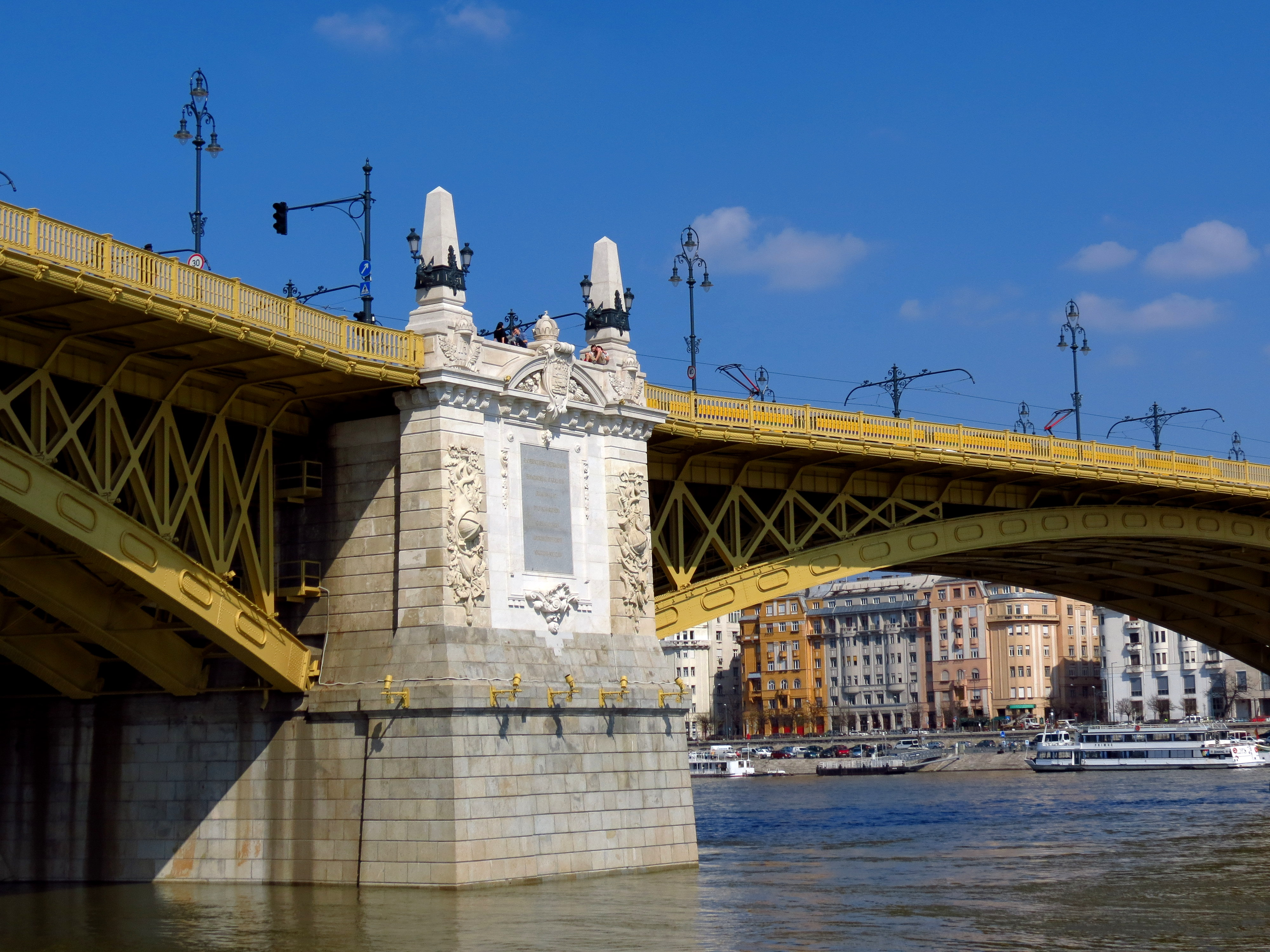
Mittlerer Teil

## Die Brücke in den Medien
Die Brücke ist auf einer 30-Fillér-Briefmarke von 1964 abgebildet.